# ناپایداری جوی

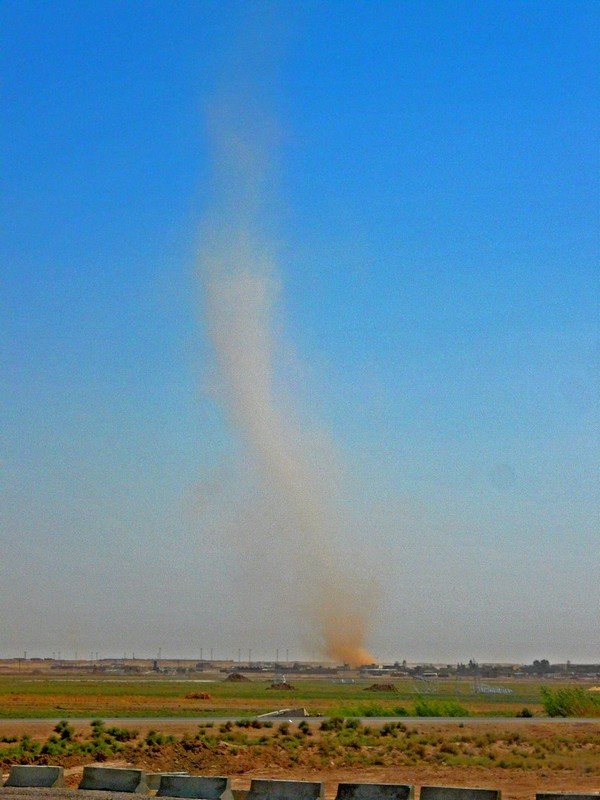
یک گرد و غبار شیطانی در رمادی، عراق.

ناپایداری جوی وضعیتی است که در آن اتمسفر زمین ناپایدار تلقی می‌شود و در نتیجه آب و هوای محلی از نظر فاصله و زمان بسیار متغیر است. ناپایداری جوی حرکت عمودی را تشویق می‌کند، که مستقیماً با انواع مختلف سیستم‌های آب و هوایی و شدت آنها مرتبط است. برای مثال، در شرایط ناپایدار، یک بسته هوای بالا رفته، هوای اطراف خنک‌تر و چگال‌تر را پیدا می‌کند و این باعث می‌شود که بسته هوا در یک حلقه بازخورد مثبت، مستعد صعود بیشتر شود.
در هواشناسی، ناپایداری را می‌توان با شاخص‌های مختلفی مانند عدد ریچاردسون بالک، شاخص لیفت، شاخص K، انرژی پتانسیل همرفتی موجود (CAPE)، شاخص شوالتر و مجموع‌های عمودی توصیف کرد. این شاخص‌ها، و همچنین خود ناپایداری جوی، شامل تغییرات دما در تروپوسفر با ارتفاع یا آهنگ کاهش می‌شوند.
اثرات ناپایداری جوی در جوهای مرطوب شامل ایجاد توفان تندری است که بر فراز اقیانوس‌های گرم می‌تواند منجر به چرخندزایی حاره‌ای و آشفتگی شود. در جوهای خشک، سراب‌های تحتانی، تنوره دیو، دیوهای بخار و گردبادهای آتشین می‌توانند تشکیل شوند. جو پایدار می‌تواند با باران‌ریزه، مه، افزایش آلودگی هوا، کمبود تلاطم و تشکیل موج‌های کوچک همراه باشد.

## فرم‌ها

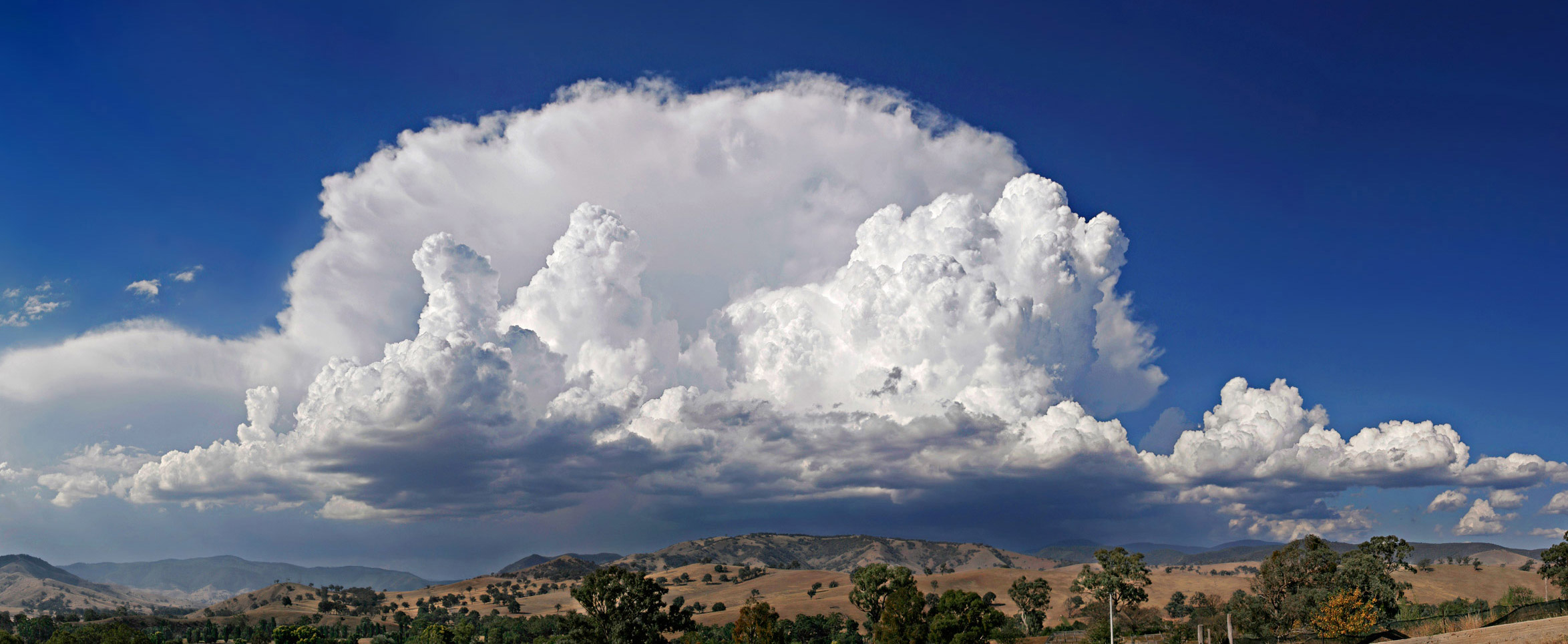
ابر رعد و برق سندانی شکل در مرحله بلوغ بر فراز نهر سویفت، ویکتوریا، استرالیا

دو شکل اصلی از ناپایداری جوی وجود دارد. در شرایط ناپایداری همرفتی، اختلاط حرارتی از طریق همرفت به شکل صعود هوای گرم منجر به ایجاد ابرها و احتمالاً بارندگی یا توفان تندری می‌شود. ناپایداری دینامیکی از طریق حرکت افقی هوا و نیروهای فیزیکی که هوا در معرض آنها قرار می‌گیرد، مانند نیروی کوریولیس و نیروی شیو فشار، ایجاد می‌شود؛ در نتیجه، بلند شدن و اختلاط دینامیکی، ابر، بارش و طوفان را اغلب در هواشناسی مقیاس سینوپتیک ایجاد می‌کند.

## علت بی‌ثباتی
ثبات جو به‌طور جزئی به میزان رطوبت موجود در آن بستگی دارد. در تروپوسفری بسیار خشک، اگر دمای هوا با ارتفاع کمتر از ۹٫۸ درجه سانتی‌گراد (۱۷٫۶ درجه فارنهایت) به ازای هر کیلومتر کاهش یابد، جو پایدار تلقی می‌شود، ولی اگر کاهش دما بیش از این مقدار باشد، جو ناپایدار است. این نرخ کاهش دما به‌ازای ارتفاع، نرخ کاهش آدیاباتیک خشک نامیده می‌شود. در تروپوسفری کاملاً مرطوب، کاهش دما با ارتفاع کمتر از ۶ درجه سانتی‌گراد (۱۱ درجه فارنهایت) به ازای هر کیلومتر، نشانه ثبات جو است و کاهش‌های بیشتر از این مقدار بیانگر ناپایداری است. در بازه بین ۶ تا ۹٫۸ درجه سانتی‌گراد کاهش دما به ازای هر کیلومتر ارتفاع، وضعیت جو به‌عنوان «شرطی ناپایدار» توصیف می‌شود.

## شاخص‌های مورد استفاده برای تعیین آن

### شاخص برداشته شده
شاخص ارتفاع (LI) که معمولاً بر حسب کلوین بیان می‌شود، اختلاف دمای بین دمای محیط Te(p) و یک بسته هوا که به صورت فرایند بی‌دررو Tp(p) در ارتفاع فشار معین در تروپوسفر، معمولاً ۵۰۰ هکتوپاسکال (mb) بالا می‌رود، است. وقتی مقدار مثبت باشد، جو (در ارتفاع مربوطه) پایدار است و وقتی مقدار منفی باشد، جو ناپایدار است. با مقادیر کمتر از -۲، رعد و برق و با مقادیر کمتر از -۶، آب و هوای نامساعد پیش‌بینی می‌شود.

### شاخص K
| مقدار شاخص K | احتمال رعد و برق         |
| ------------ | ------------------------ |
| کمتر از ۲۰   | هیچ‌کدام                  |
| ۲۰ تا ۲۵     | رعد و برق‌های پراکنده     |
| ۲۶ تا ۳۰     | رعد و برق پراکنده و شدید |
| ۳۱ تا ۳۵     | رعد و برق پراکنده        |
| بالای ۳۵     | رعد و برق‌های متعدد       |

شاخص K به صورت حسابی به دست می‌آید: شاخص K = (دمای ۸۵۰ هکتوپاسکال – دمای ۵۰۰ هکتوپاسکال) + نقطه شبنم ۸۵۰ هکتوپاسکال – افت نقطه شبنم ۷۰۰ هکتوپاسکال
- تفاوت دما بین فشار ۸۵۰ هکتوپاسکال (معادل ۵۰۰۰ فوت یا ۱۵۰۰ متر بالاتر از سطح دریا) و فشار ۵۰۰ هکتوپاسکال (معادل ۱۸۰۰۰ فوت یا ۵۵۰۰ متر بالاتر از سطح دریا) برای تعیین نرخ کاهش دمای عمودی استفاده می‌شود.
- نقطه شبنم در فشار ۸۵۰ هکتوپاسکال اطلاعاتی دربارهٔ میزان رطوبت موجود در لایه‌های پایین‌تر جو ارائه می‌دهد.
- محدوده عمودی لایه مرطوب با اختلاف دمای فشار ۷۰۰ هکتوپاسکال (معادل ۱۰٬۰۰۰ فوت یا ۳۰۰۰ متر بالاتر از سطح دریا) و نقطه شبنم در همان فشار نشان داده می‌شود.[۶]